# Andrés Reverte Pastor
Andrés Reverte Pastor (Llorca 1878 - 1966) fou un compositor, sacerdot, organista, intèrpret i docent espanyol.
Durant la primera meitat del segle vint va estar implicat, principalment, en la producció de música sacra, desenvolupant càrrecs d'organista i de mestre de capella en diverses catedrals. Per exemple, el 14 de desembre de 1903 va adquirir el càrrec d'organista a la catedral d'Oriola (Alacant), al qual va renunciar aviat per falta de salut, essent substituït per Carlos Moreno. D'aquest període es conserven obres a l'Arxiu Comarcal de la Garrotxa (Olot), del fons de l'església parroquial de Sant Esteve d'Olot. També compongué obres profanes, concebudes per a orquestres, bandes, cors i piano.
Destacà com a docent, faceta que realitzà durant gran part de la seva vida, educant a diverses generacions de Llorquins en solfeig, instruments de vent, violí i piano.